# ایستگاه متروی زمزم
ایستگاه متروی زمزم یکی از ایستگاه‌های خط ۳ متروی تهران است که در انتهای بزرگراه نواب صفوی خیابان چراغی (جوانه)، نرسیده به خیابان زمزم واقع شده‌ است.
این ایستگاه پیشتر قلعه‌مرغی نام داشت.
این ایستگاه در تاریخ ۲ اردیبهشت ۱۳۹۳ تأسیس شده‌ است و فضای سرپوشیده آن ۱۰٬۰۰۰ متر مربع است.